# Chinesischer Bocksdorn
Der Chinesische Bocksdorn (Lycium chinense) ist eine Pflanzenart aus der Gattung der Bocksdorne (Lycium) innerhalb der Familie der Nachtschattengewächse (Solanaceae). Sie ist in Eurasien weitverbreitet.

## Beschreibung

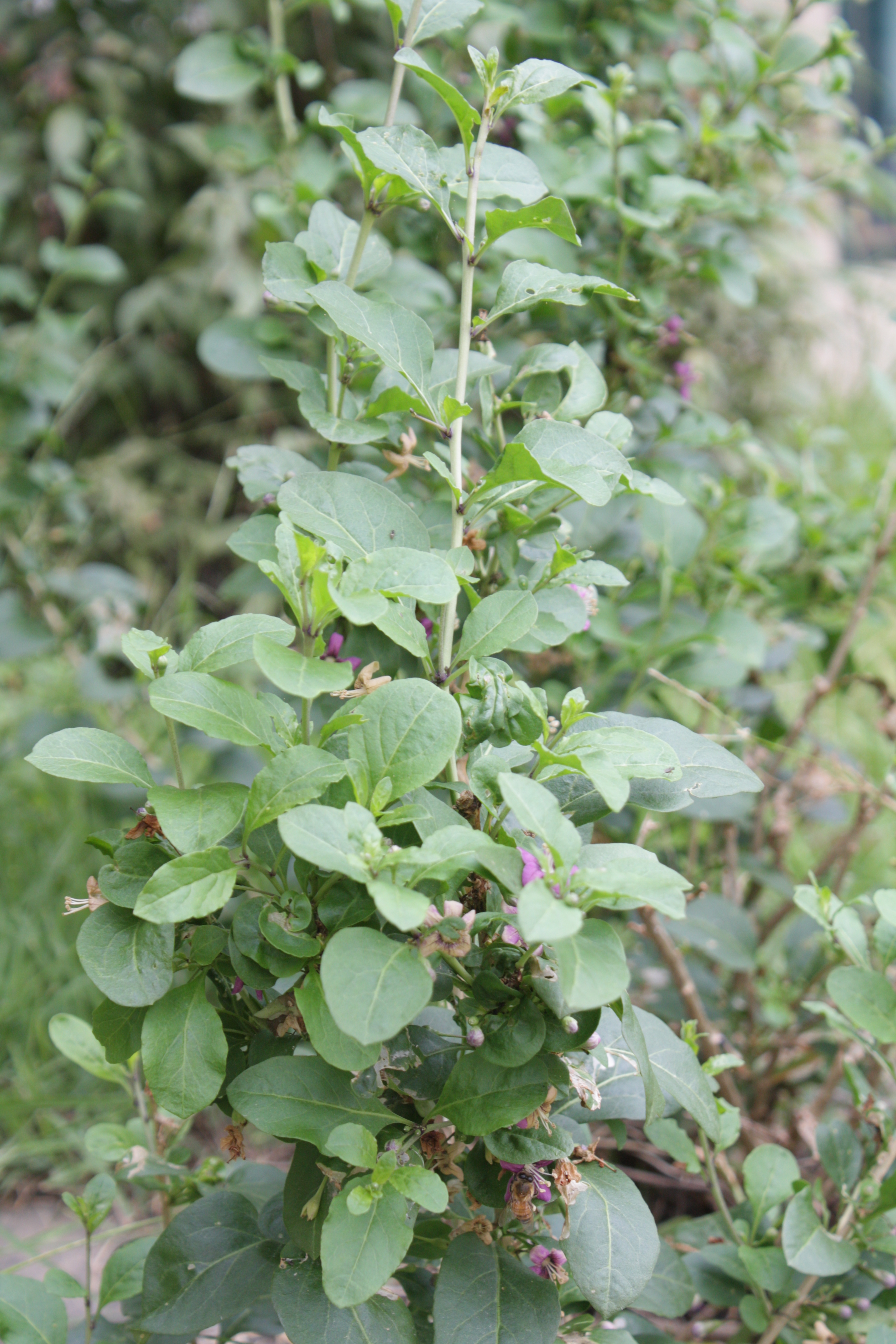
Habitus

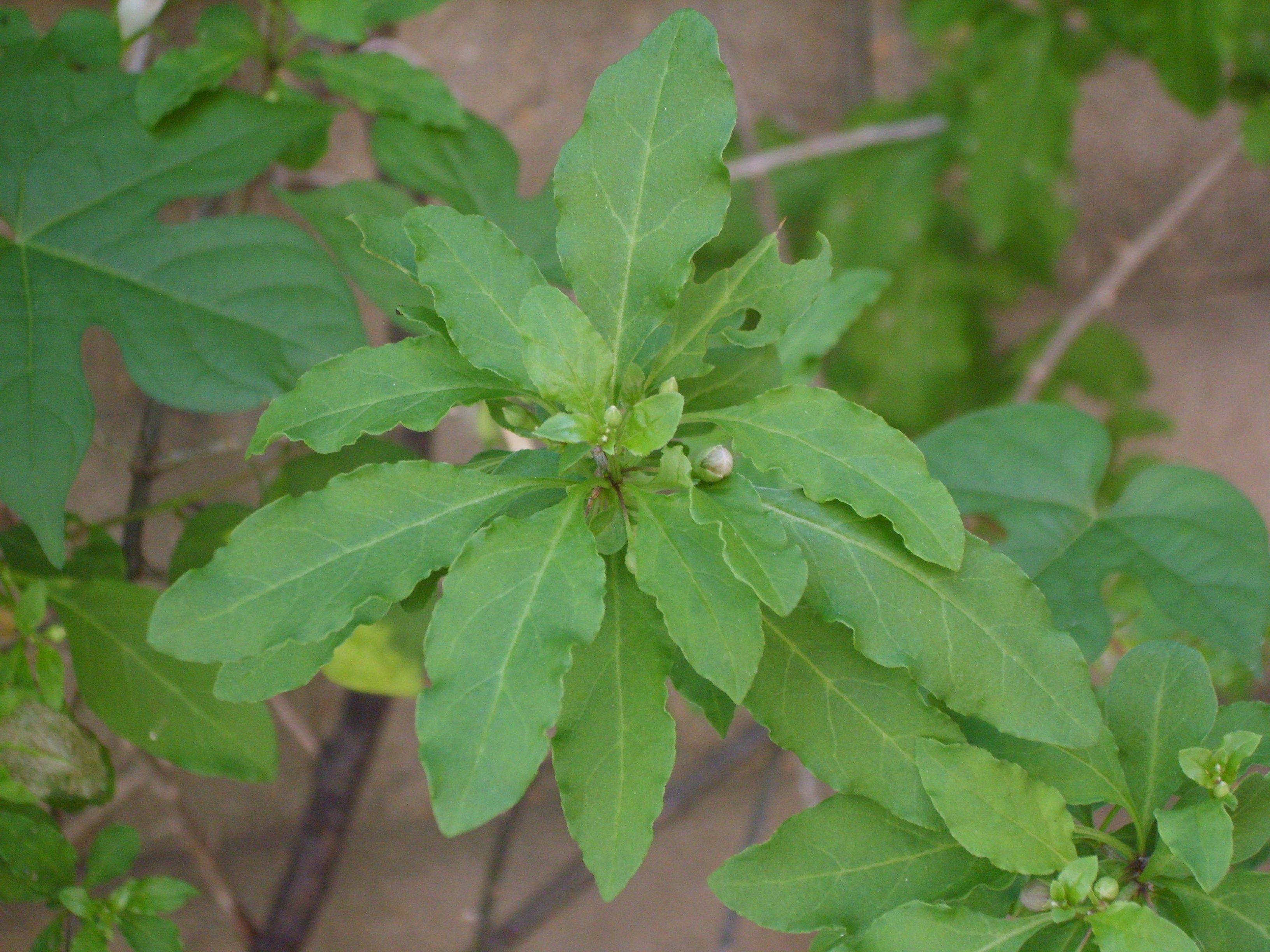
Zweig mit Laubblättern und Knospen

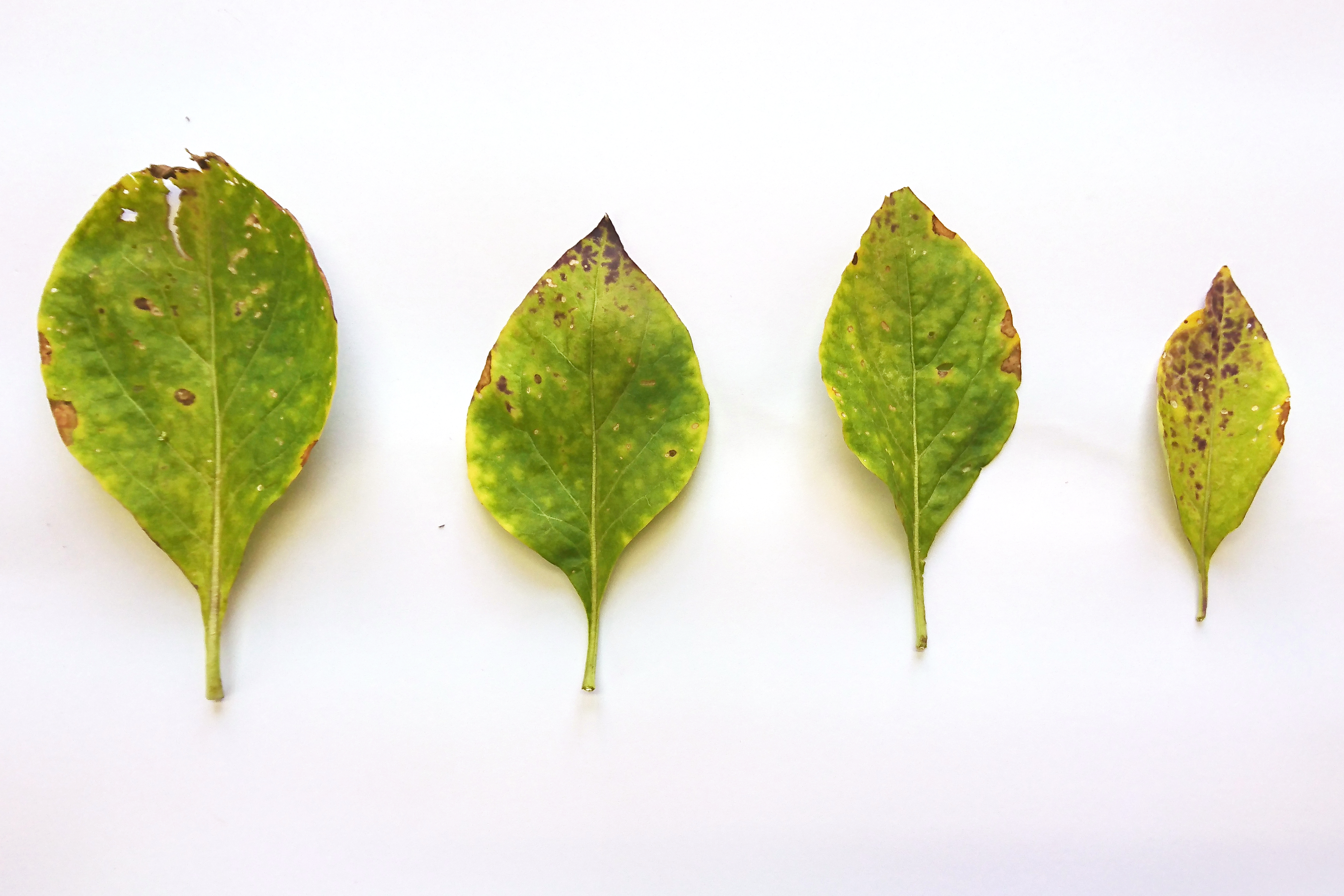
Gestielte einfache Laubblätter

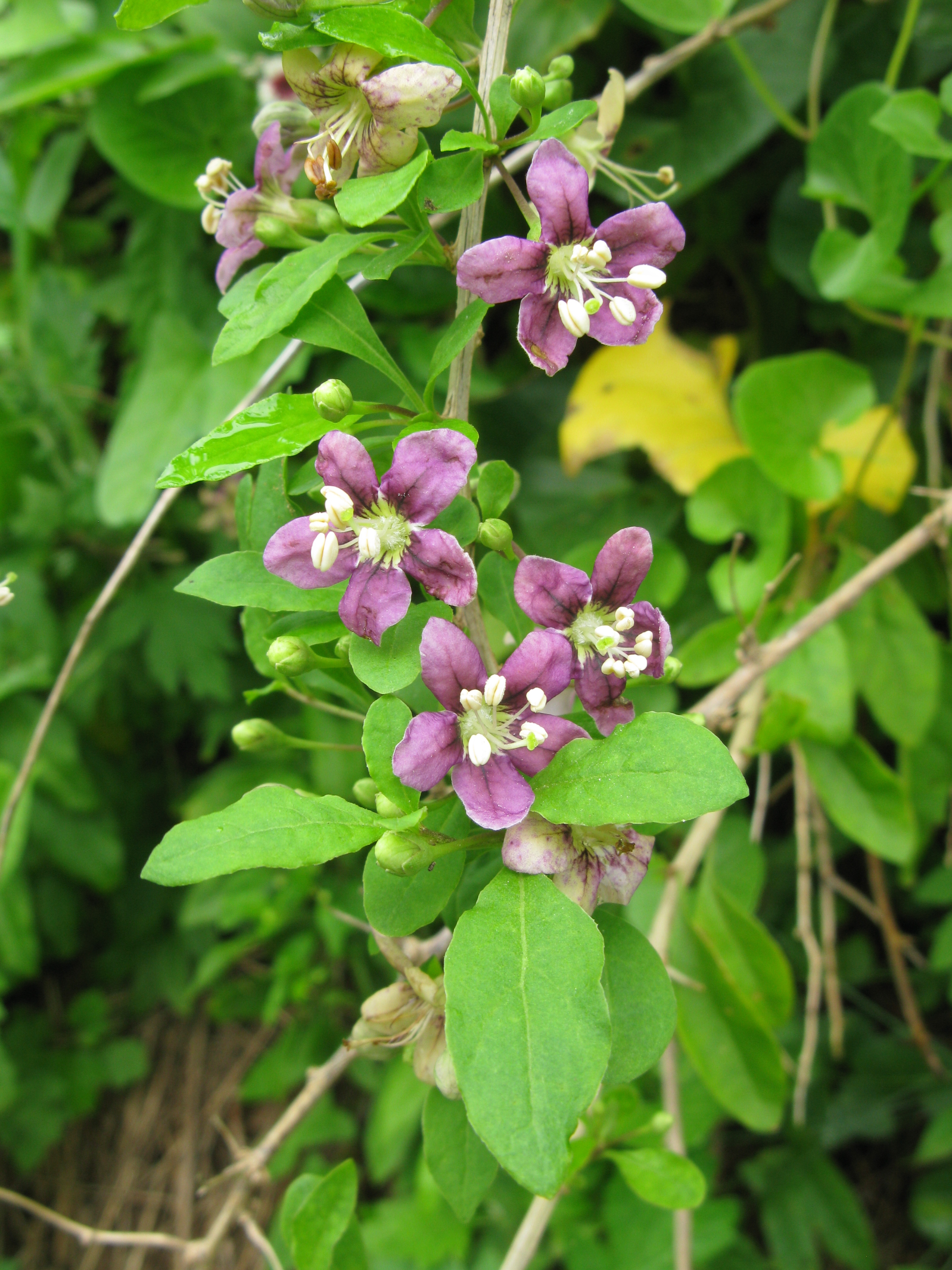
Blühender Zweig

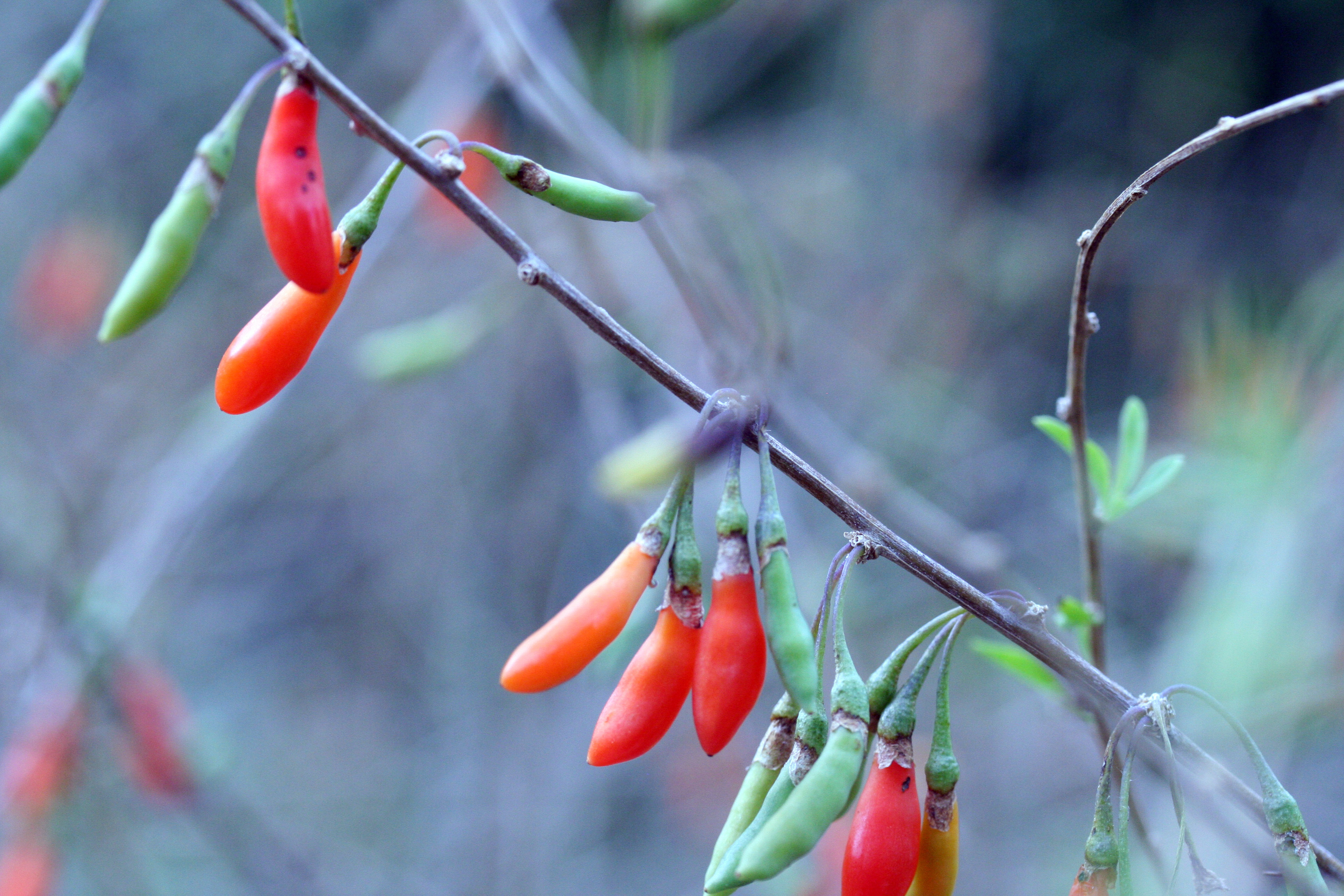
Früchte

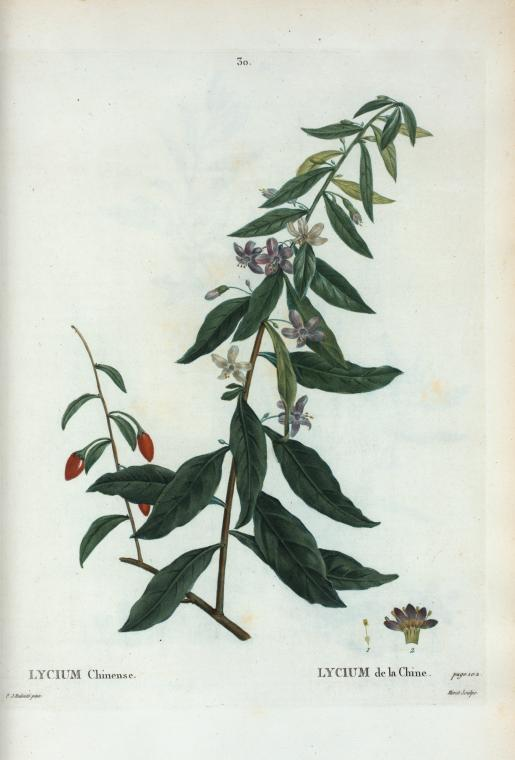
Illustration von Pierre-Joseph Redouté

### Vegetative Merkmale
Der Chinesische Bocksdorn wächst als selbstständig aufrechter oder kletternder, bewehrter oder unbewehrter Strauch und erreicht Wuchshöhen von meist 1,2 bis 1,8 (0,5 bis zu 2 Metern). Die ausgebreiteten oder aufrechten Äste sind stark verzweigt. Die Rinde der dünnen, gekrümmten oder hängenden Zweige ist hell-grau. Die Dornen sind 5 bis 20 Millimeter lang.
Die einzeln oder zu zweit bis viert in Gruppen angeordneten Laubblätter sind in Blattstiel und -spreite gegliedert. Die einfache, kahle Blattspreite ist bei einer Länge von 15 bis 50 Millimetern sowie einer Breite von 5 bis 25 Millimetern (bei kultivierten Exemplaren können sie größer sein) eiförmig, rhombisch, lanzettlich oder linealisch-lanzettlich, länglich-eiförmig bis fast kreisförmig mit keilförmiger Spreitenbasis.
Berry oblong or elliptic-ovoid. Seeds c. 2.5 broad, reniform, minutely reticulate, brownish-yellow.

### Generative Merkmale
Die Blüten sind einzeln oder paarweise, selten zu dritt an Lang- oder Kurztrieben angeordnet. Der Blütenstiel ist meist 1 bis 1,2 (0,8 bis 2) Zentimeter lang.
Die Blüten sind zwittrig mit doppelter Blütenhülle. Die meist fünf 3 bis 4 Millimeter langen und ungleichen Kelchblätter sind bis etwa der Hälfte ihrer Länge becher- bis glockenförmig verwachsen und die 1 bis 2 Millimeter langen Kelchzähne enden spitz oder stumpf und sind dicht bewimpert. Die meist fünf purpurfarbenen oder weiß mit einer purpurfarbenen Tönung, zu einer 9 bis 12 Millimeter langen Kronblätter sind weniger höchstens der Hälfte ihrer Länge trichterförmig verwachsen, innen kahl und die länglichen Kronlappen sind an ihren Rändern flaumig behaart. Die Staubblätter sind weit oben in der Kronröhre inseriert und sind etwas kürzer oder länger als die Blütenkrone. Etwas oberhalb der Basis der Staubfäden und nahe der Kronröhre befindet sich ein Ring aus zottigen Haaren.
Die bei Reife roten Beeren sind mit einer Länge von 7 bis 15 Millimetern sowie einem Durchmesser von 5 bis 8 Millimetern (bei kultivierten Exemplaren können sie größer sein) eiförmig bis länglich oder elliptisch-eiförmig und enthalten eine Vielzahl von Samen. Die gelben bis bräunlich-gelben Samen sind bei einer Breite von 2,5 bis 3 Millimetern nierenförmig mit winzig netzartiger Oberfläche.
Die Chromosomenzahl beträgt 2n = 24, 36 oder 48.

## Systematik und Verbreitung
Die Erstveröffentlichung von Lycium chinense erfolgte 1768 durch Philip Miller in The Gardeners Dictionary: eighth edition Lycium no. 5. Das Artepitheton chinense bezieht sich auf die Herkunft aus China.
Der Chinesische Bocksdorn ist in Eurasien verbreitet. In Europa (beispielsweise in Deutschland), in der Türkei, in Pakistan, Laos, Vietnam, Assam, Java und Nordamerika ist er ein Neophyt.
Von Lycium chinense gibt es etwa zwei Varietäten:
- Lycium chinense Mill. var. chinense: Sie ist in Europa, Pakistan, Nepal, Korea, Japan, Taiwan und in weiten Gebieten Chinas verbreitet.[1]
- Lycium chinense var. potaninii (Pojarkova) A.M.Lu: Sie kommt in Südwestasien, Thailand, Japan, auf den Ryūkyū-Inseln, in der südlichen Mongolei, in der Inneren Mongolei und in den chinesischen Provinzen Xinjiang, westliches Gansu, Ningxia, nördliches Hebei, nördliches Shaanxi, nördliches Shanxi sowie südliches Qinghai vor.[1]

Molekularbiologische Untersuchungen belegen eine stark unterstützte Klade, die neben Lycium chinense aus dem Gemeinen Bocksdorn (Lycium barbarum) und Lycium ruthenicum besteht. Die Beziehungen der drei Arten zu anderen altweltlichen Arten ist jedoch nicht eindeutig geklärt.

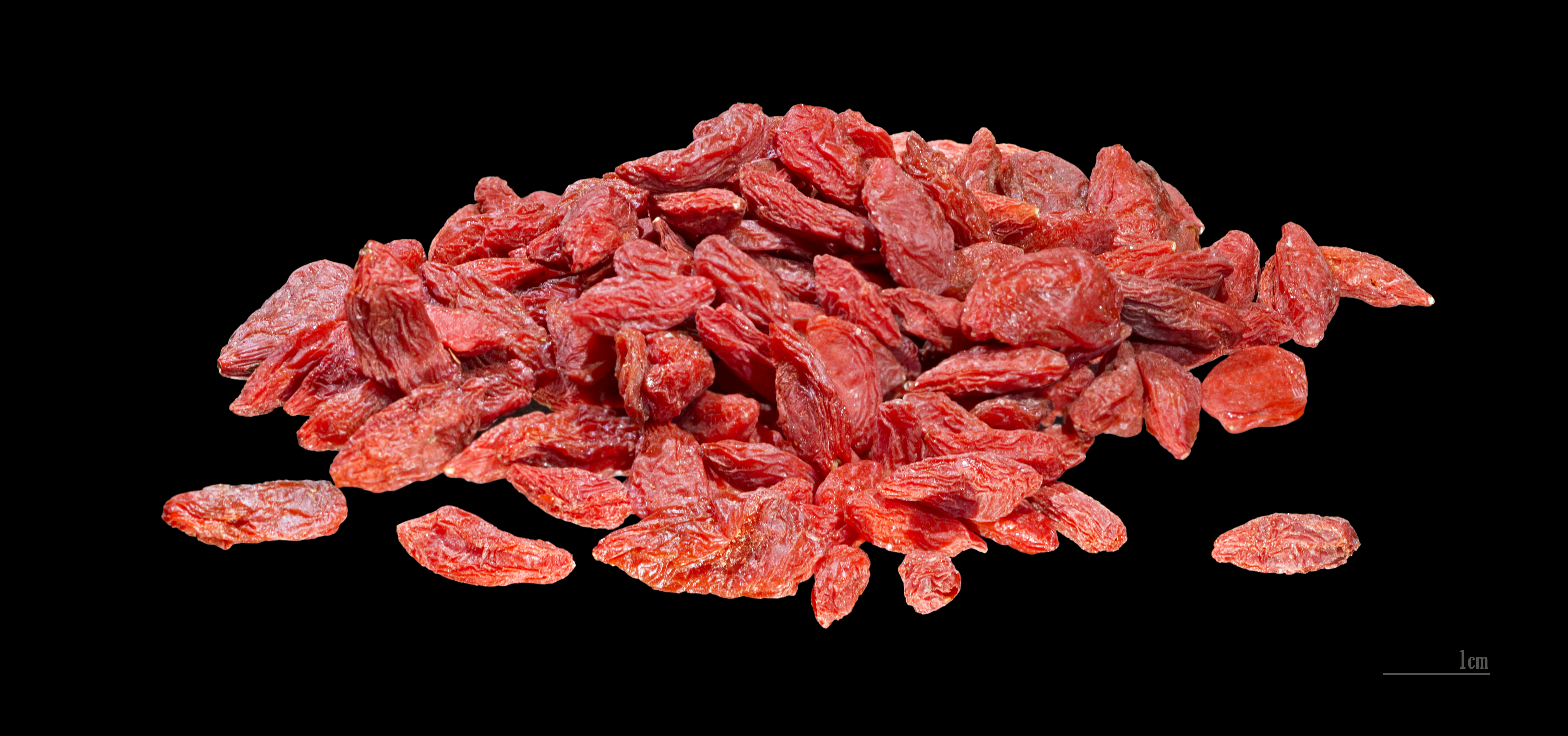
Goji-Beeren, getrocknete Früchte

## Nutzung
Der Chinesischen Bocksdorn wird in China gǒuqǐ (chinesisch 枸杞) genannt.
Die Beeren des Chinesischen Bocksdorns sind zusammen mit denen des Gemeinen Bocksdorns (Lycium barbarum) bekannt als Wolfsbeeren oder Goji-Beeren.
Die säuerlich-bitteren Beeren werden teilweise dem üblichen grünen Tee unverarbeitet hinzugefügt. In der chinesischen Medizin gelten sie als sehkraftfördernd.